# Castillo de Cans
El castillo de Cans (en gallego: castelo de Cans), también conocido como castillo de Miravel, es un yacimiento medieval emplazado sobre un otero granítico a 358 metros de altitud, situada en la parroquia del mismo nombre del municipio de Porriño, en Galicia, España.

## Historia
La información sobre la historia del castillo es muy escasa. Mediante unos archivos de la catedral de Santa María de Tui se sabe que la fortaleza fue ocupada por Paio Gómez de Soutomaior y otros compañeros, a los cuales posteriormente fue confiscada por el rey Enrique III de Castilla y donado a Álvaro Fernández de Valladares. En estos archivos la fortificación era citada con el nombre de castillo de Miravel. Todo esto transcurrió durante el siglo XIV, después de esta época se desconoce su historia. Es posible que fuese destruido, como otras fortalezas, durante la Revuelta Irmandiña, en el siglo XV. Otra de las posibles causas de su desaparición podría ser la orden de los Reyes Católicos, en 1438, de destruir todos los castillos que no fueran cabeza de un merino. Tras esto, sus piedras fueron echadas colina abajo y aprovechadas posteriormente para otros fines, como la construcción de viviendas de la zona.

## Características
En la actualidad tan solo quedan los huecos tallados en la roca sobre los que se asentaban los muros, así como algunos restos arqueológicos poco visibles. Las marcas dejadas en la roca permiten saber el lugar exacto en el cual se situaba la entrada, la torre principal, las murallas defensivas, el aljibe, etc.
El otero sobre el que se asienta recibe hoy en día el apodo popular de "El Pianista" o "El Beethoven", pues visto desde la autovía la forma de las rocas recuerda a un hombre sentado ante un gran piano.